# Nederweert
Nederweert est une commune et un village des Pays-Bas de la province du Limbourg.

## Galerie

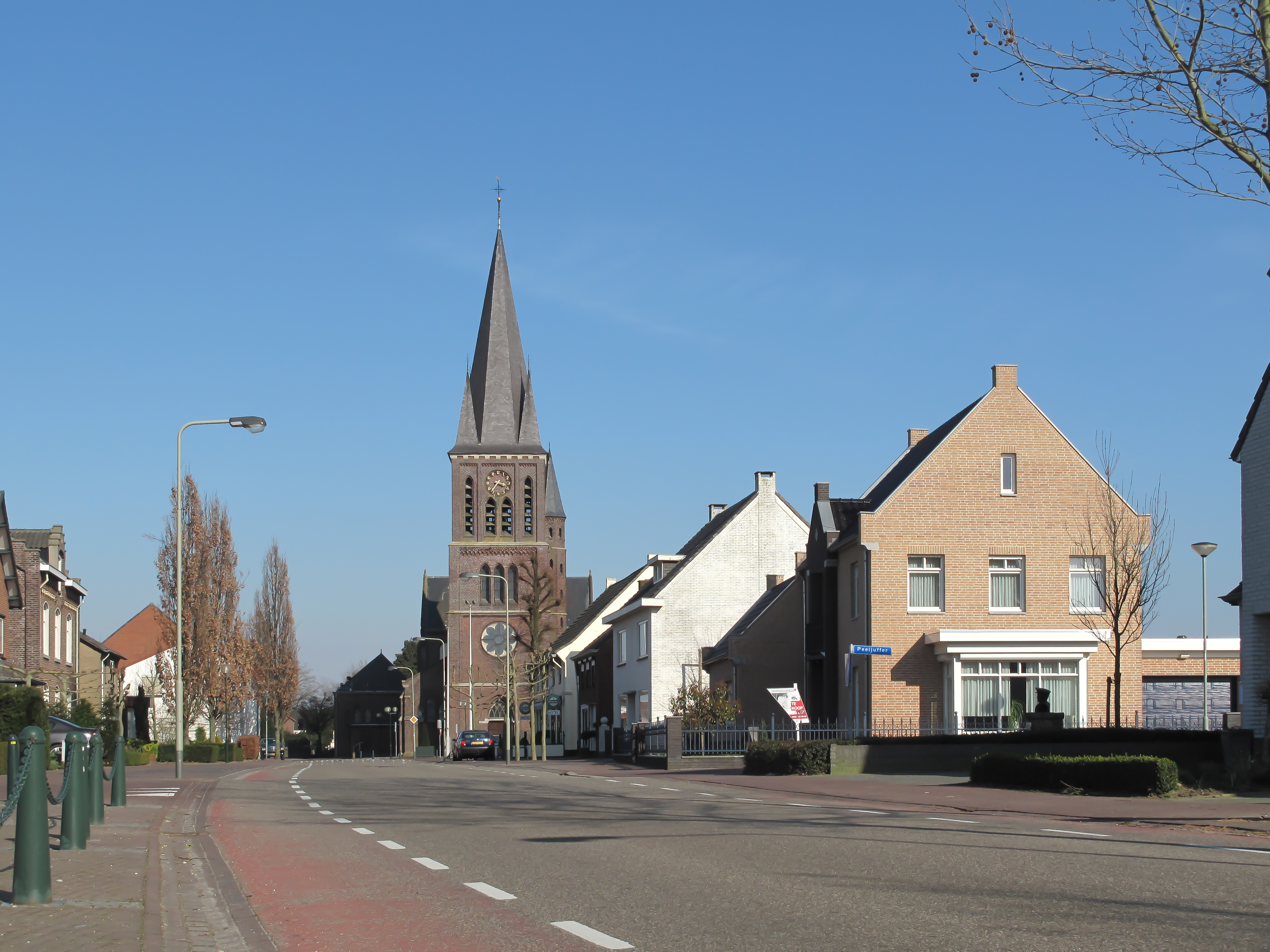
Ospel, l'église (Onze Lieve Vrouwe Onbevlekt Ontvangen) dans la rue
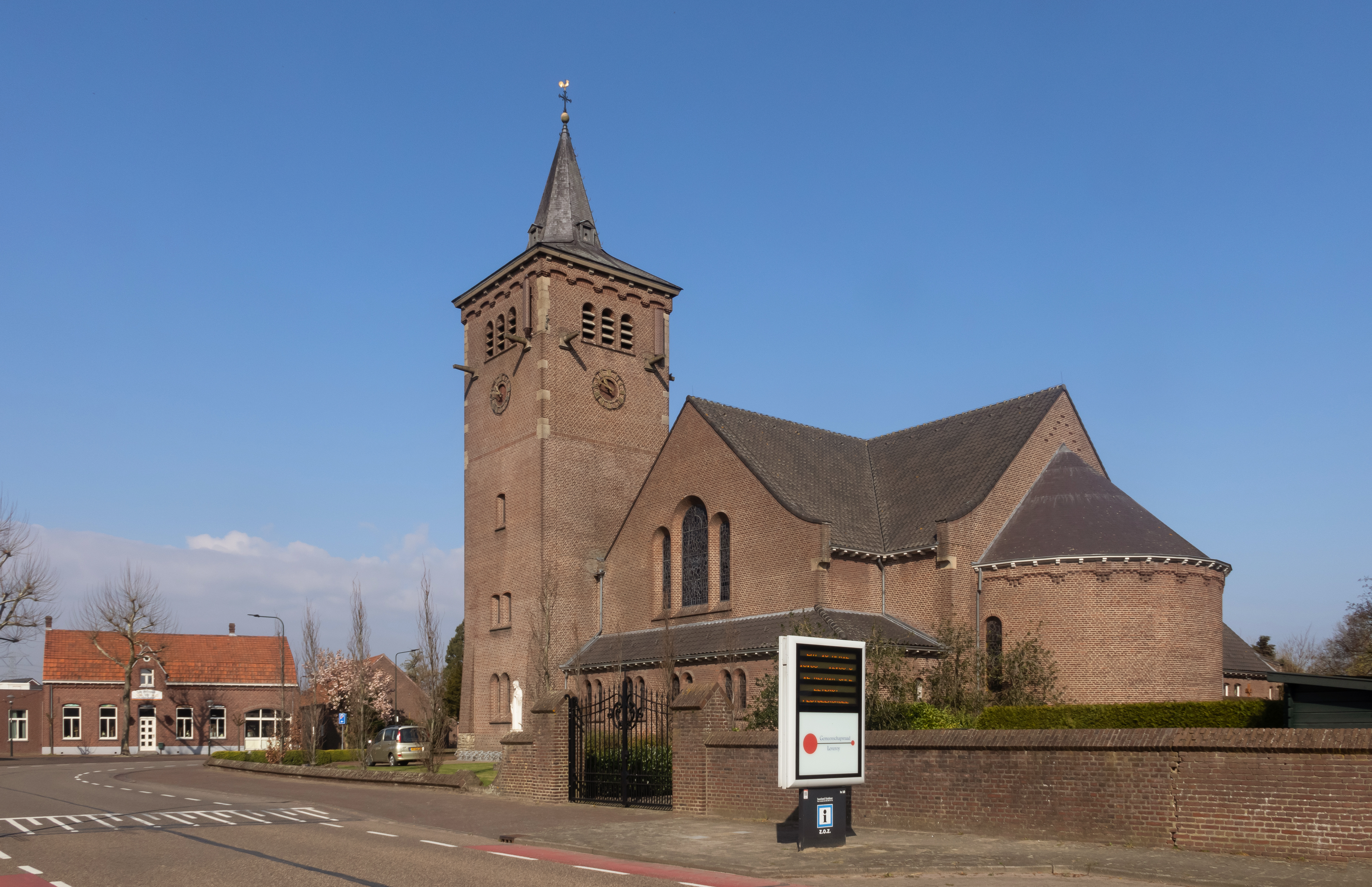
Leveroy, l'église: la Sint-Barbarakerk
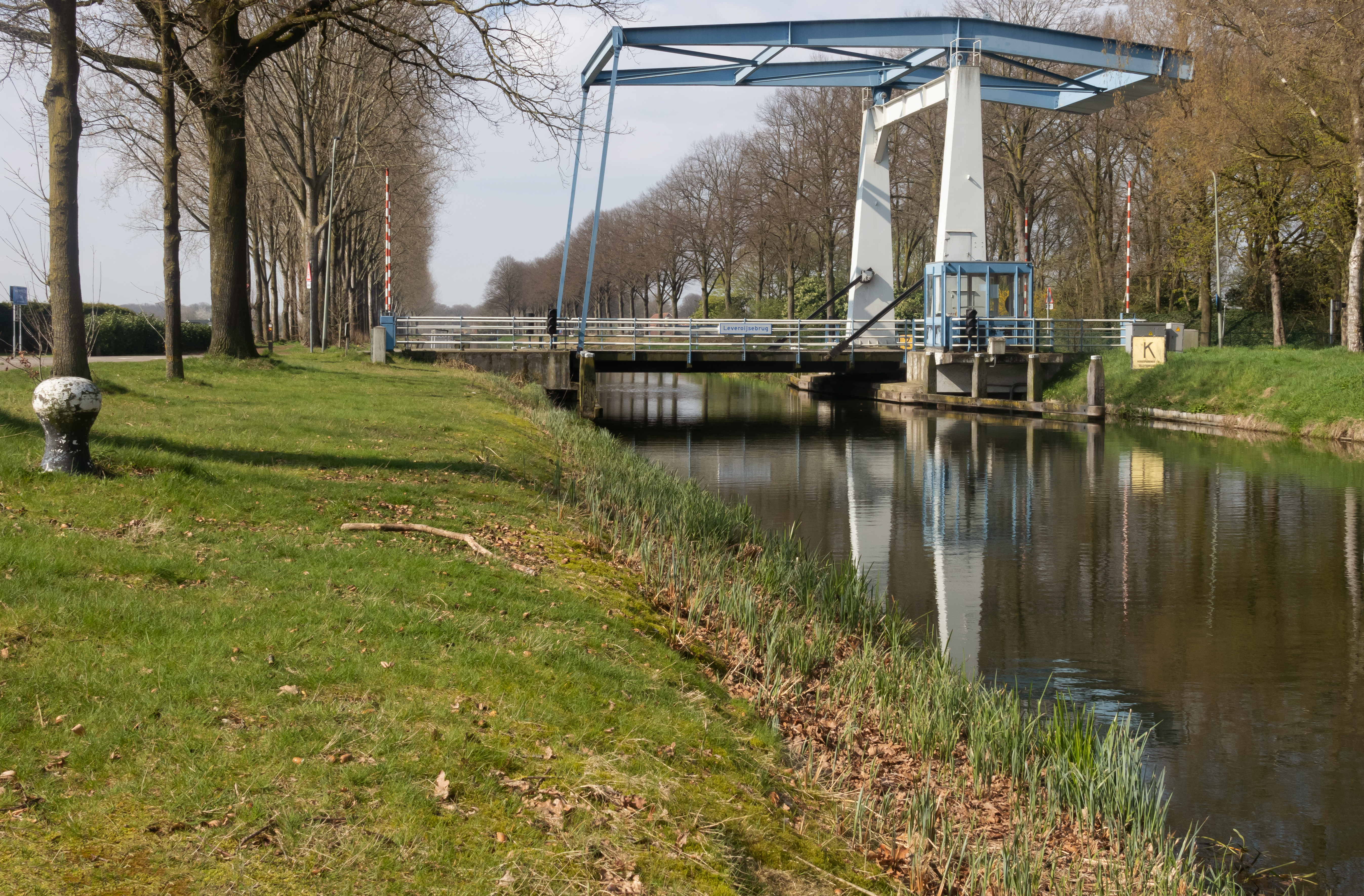
Nederweert-Eind, le pont-levis: le Leveroijsebrug
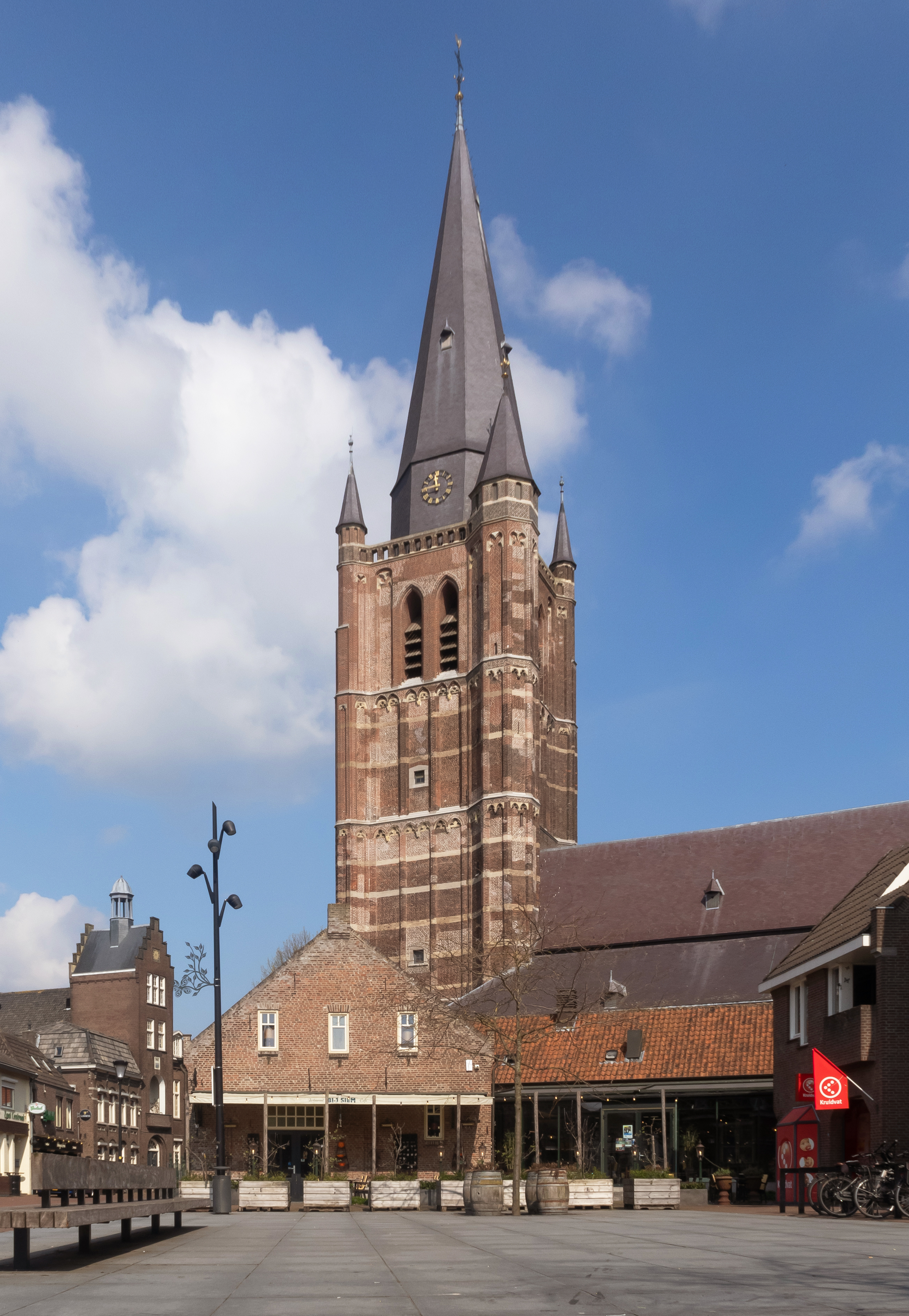
Nederweert, l'église: la Sint-Lambertuskerk